# Seznam sicilskih otokov
V seznamu so našteti otoki italijanske dežele Sicilija v izvirni italijanski obliki.

## A
- Alicudi (Eolsko otočje)

## B
- Basiluzzo (Eolsko otočje)

## F
- Favignana (Egadsko otočje) -
- Ferdinandea -
- Filicudi (Eolsko otočje) -
- Formica (Egadsko otočje)

## I
- Isola Bella -
- Isola dei Conigli (Pelagijsko otočje) -
- Isola dei Porri -
- Isola delle Femmine -
- Isola di Capo Passero -
- Isola Grande (Otočje Stagnone) -
- Isole dei Ciclopi

## L
- Lampedusa (Pelagijsko otočje) -
- Lampione (Pelagijsko otočje) -
- Levanzo (Egadsko otočje) -
- Linosa (Pelagijsko otočje) -
- Lipari (Eolsko otočje) -
- Lisca Bianca (Eolsko otočje)

## M
- Maraone (Egadsko otočje)-
- Marettimo (Egadsko otočje)

## O
- Ortigia

## P
- Panarea (Eolsko otočje) -
- Pantelleria

## S
- Salina (Eolsko otočje) -
- San Pantaleo (Otočje Stagnone) -
- Santa Maria (Otočje Stagnone) -
- Schola (Otočje Stagnone) -
- Stromboli (Eolsko otočje) -
- Strombolicchio (Eolsko otočje)

## U
Ustica

## V
- Vendicari -
- Vulcano (Eolsko otočje)